# Imre Komora
Imre Komora (ur. 5 czerwca 1940 w Budapeszcie, zm. 15 sierpnia 2024 tamże) – węgierski piłkarz.
Podczas swojej kariery grał w Honvédzie Budapeszt. Razem z reprezentacją Węgier zdobył złoty medal igrzysk olimpijskich w 1964 roku.